# Aphonomorphus parvus
Aphonomorphus parvus är en insektsart som beskrevs av Piza Jr. Aphonomorphus parvus ingår i släktet Aphonomorphus och familjen syrsor. Inga underarter finns listade i Catalogue of Life.